# دی‌آمینوپیملیک اسید
دی‌آمینوپیملیک اسید (به انگلیسی: Diaminopimelic acid) یک ترکیب شیمیایی با شناسه پاب‌کم ۱۵۴۹۱۰۱ است. که جرم مولی آن ۱۹۰٫۲۰ g/mol می‌باشد. 